# غار رود افشان
غار رود افشان در موقعیت جغرافیایی ۳۵ درجه و ۳۸ دقیقه و در ارتفاع ۱۹۴۵ متر از سطح دریا و بر بالای ارتفاعات شمال شرقی روستای رودافشان واقع گردیده‌است. از مشخصات بارز این غار می‌توان به دهانه آن با ارتفاع ۲۰ متر و طول ۲۹ متر و نیز آثار و ستون‌های استالاکتیت و استالاگمیت در طول راهروهای آن اشاره کرد.

## تاریخچه
غار رودافشان در اثر سازوکار پدیده کارست، تشکیل شده‌است. از نظر زمین‌شناسی این غار در سنگ آهک‌های دوره کرتاسه به وجود آمده‌است. با این وجود کارشناسان زمان تشکیل غار را به دوران سوم و دوره پالئوسن نسبت می‌دهند. لازم است ذکر شود که کارست‌ها دارای ریخت‌شناسی ویژه‌ای هستند که روی سنگ بستر قابل انحلال تشکیل می‌شوند. شکل خاص کارست‌ها نتیجه هوازدگی شیمیائی سنگ بستر به وسیلهٔ آب اسیدی باران همراه دی‌اکسید کربن می‌باشد. آهک‌ها سنگ بستر شاخص کارست‌ها هستند. این اعتقاد وجود دارد که هزاران سال قبل، رودخانه دلی چای هم‌سطح دهانه غار بوده و احتمالاً قسمتی از آب وارد دالان‌های غار شده و باعث گسترش وسعت غار شده‌است.
مسیر راهپیمایی در غار حدود ۸۰۰ متر است. غارنوردی در این غار کمی سخت است و برای حرکت در غار حتماً نیاز به چراغ‌قوه قوی دارید.

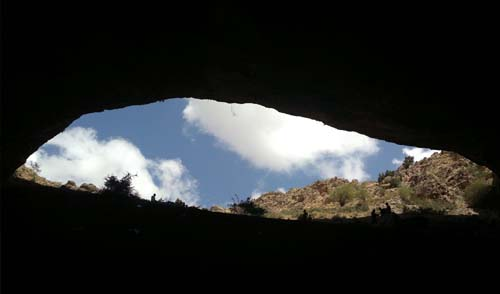
نمای دهانه غار از داخل

در برخی قسمت‌های مسیر برای سهولت رفت‌وآمد نردبان‌های فلزی قرار داده شده‌است.
در تالار اصلی و مسیر غار همواره قطرات آب از سقف به زمین می‌ریزد که همین چکه‌ها باعث تشکیل طاقدیس و ناودیس‌های بدیعی شده‌است. وجود تعدادی ایوان ساخته شده با سنگچین و مقادیری خرده سفال، نشانه سکونت انسان‌ها در غار در روزگار گذشته‌است.
دهلیزی در این غار وجود دارد که به معبد آناهیتا معروف است، این دهلیز در ابتدای مسیر قرار گرفته و حوض آب و ستونی میان آن دیده می‌شود و به همین سبب معبد آناهیتا (الهه آب) نام گرفته‌است. مسیر این غار در اثر فرسایش آب و املاح موجود در آن در زمانی که آب به‌طور کامل در آن جریان داشته، ایجاد شده‌است.

## ثبت در فهرست آثار ملی ایران
این اثر تحت شمارهٔ ۱۲۲۱۳ و در تاریخ ۳۰/۴/۱۳۸۴ در فهرست آثار ملی ایران به ثبت رسده است.

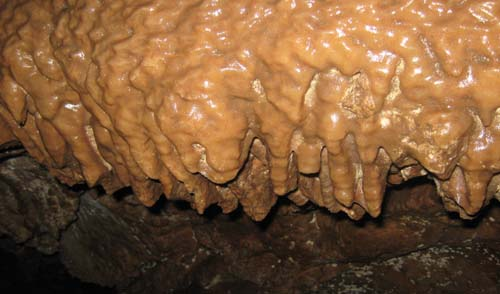
تصویر طاقدیس‌های غار